# Chiesa di San Giorgio (Pirano)
La chiesa di San Giorgio (in sloveno Cerkev sv. Jurija) è il principale luogo di culto cattolico della città di Pirano in Slovenia. Per la sua valenza artistica e architettonica, è uno dei principali luoghi di interesse della città istriana. Fa parte della diocesi di Capodistria.

## Descrizione

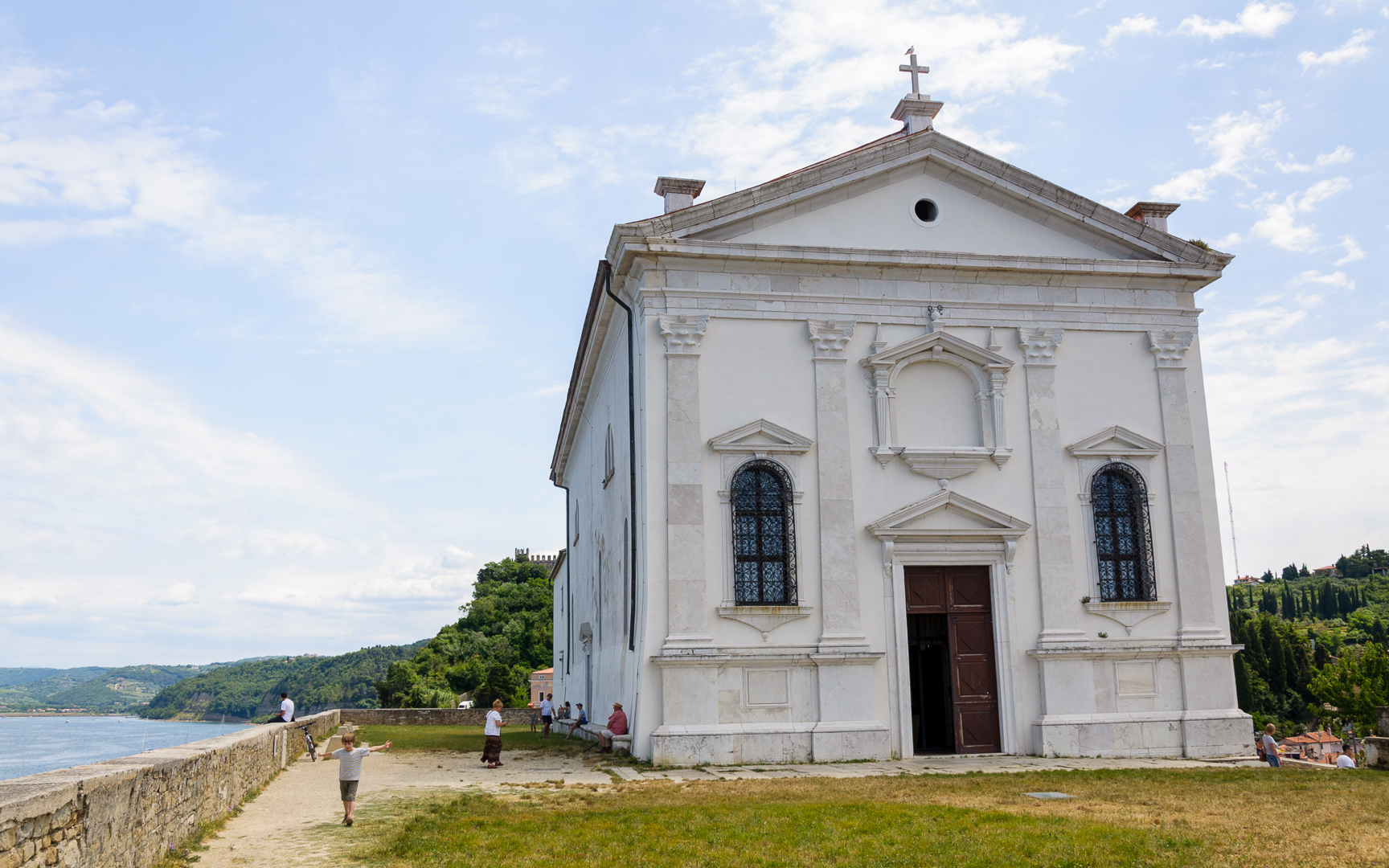
La facciata barocca della chiesa

La chiesa si trova su un terrapieno posto sul versante settentrionale del promontorio su cui sorge Pirano in una posizione dominante, dalla quale è possibile vedere il centro storico con la sottostante piazza Tartini, il mare Adriatico e nelle giornate limpide Trieste, Grado e le Alpi Giulie.
Il complesso comprende oltre alla chiesa un campanile che ricorda quello di San Marco a Venezia (a testimonianza del lungo periodo in cui la città fu dominio della Serenissima) e un battistero.

## Storia

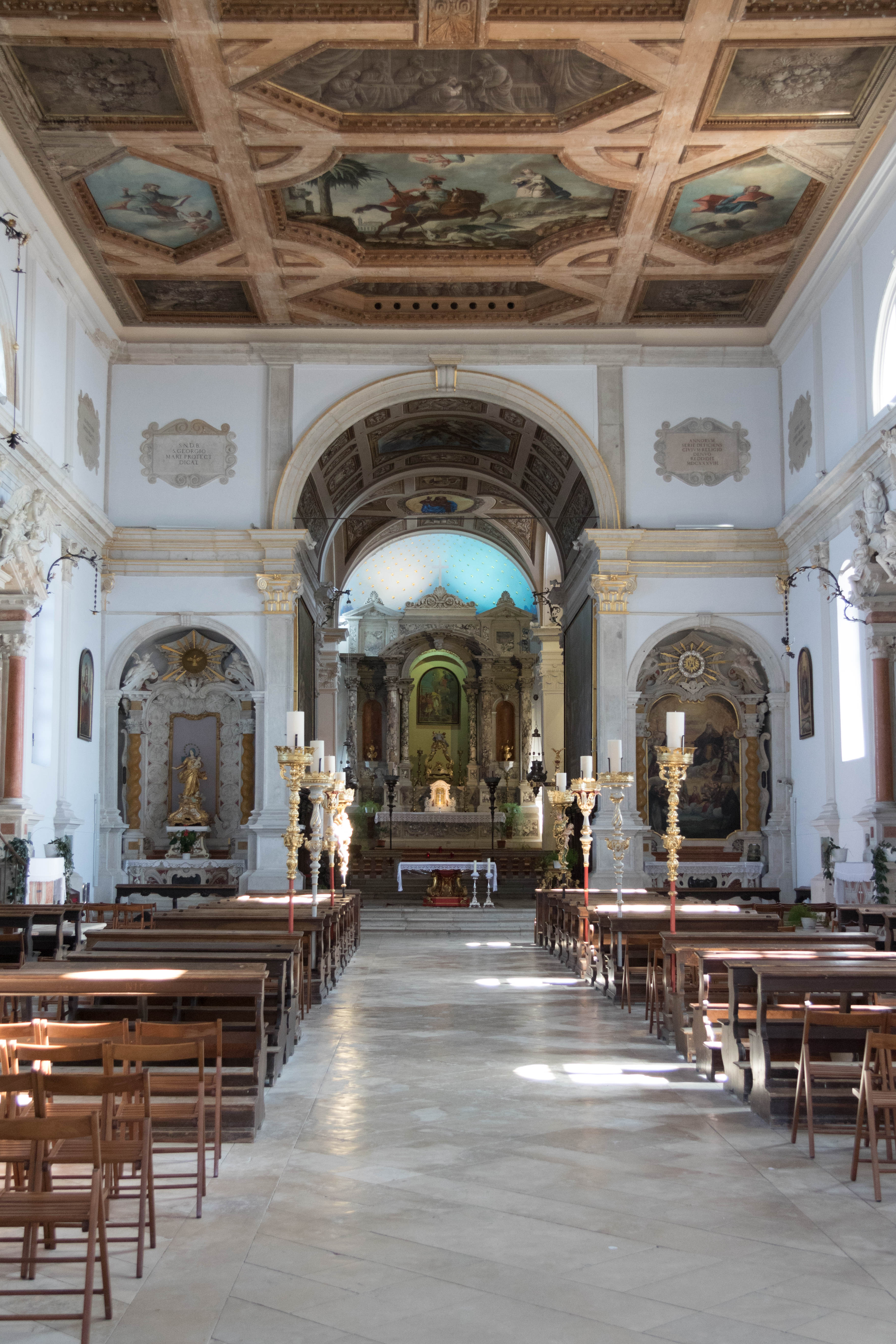
L'interno della chiesa

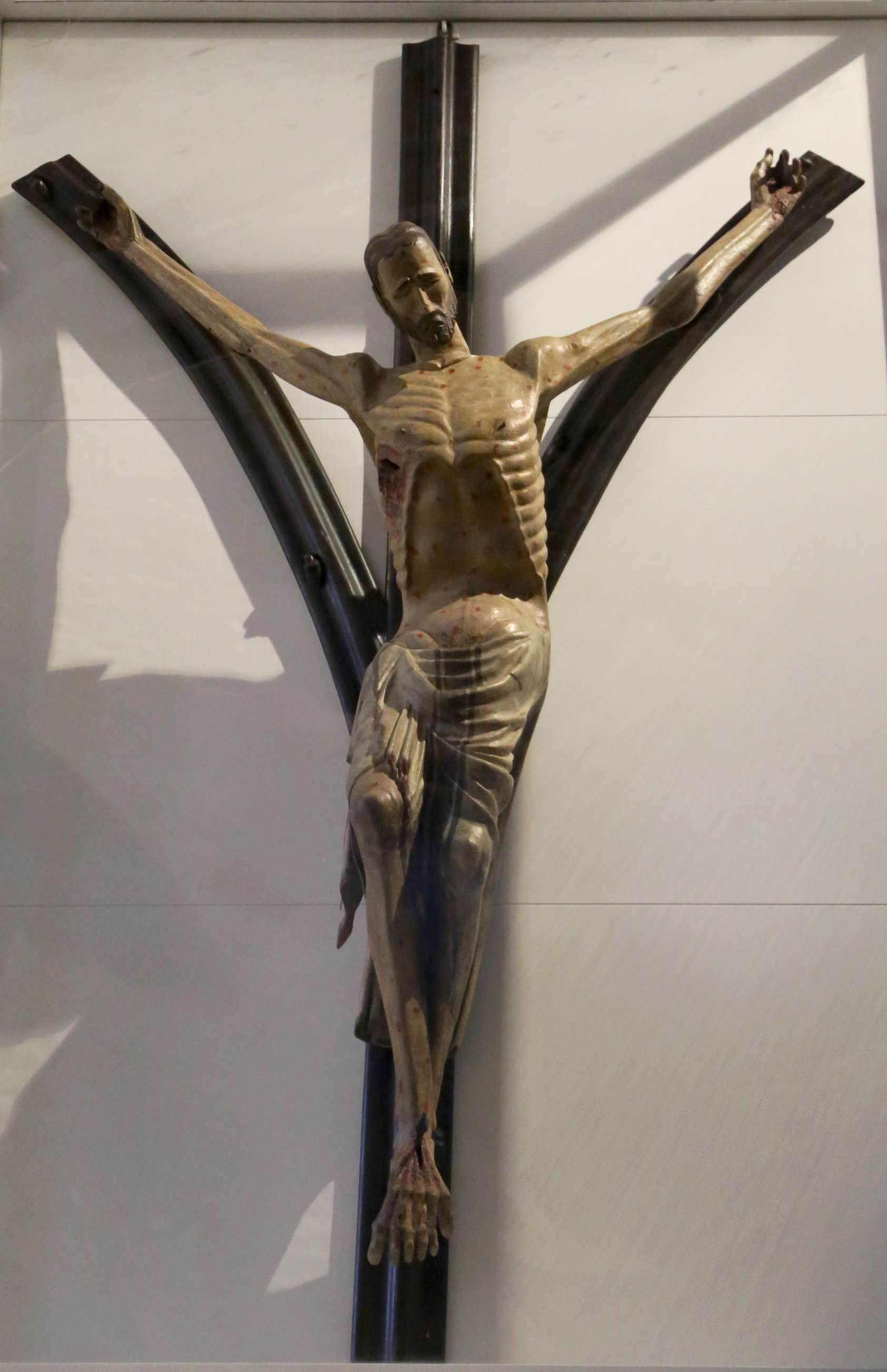
Il crocefisso di Pirano

Non si hanno fonti certe sulla prima costruzione della chiesa, che molto probabilmente sorge al di sopra di un antico castrum militare romano. La prima attestazione della chiesa risale all'XI secolo, quando viene citata nei documenti in qualità di pieve. Fra il 1317 e il 1334 e poi ancora nel 1345, la vecchia chiesa romanica lasciò il posto ad un'altra, costruita in stile gotico. La chiesa gotica rimase sostanzialmente immutata fino al 1580, quando l'ispettore papale Agostino Valier, in visita a Pirano, constatò il generale decadimento e la povertà dell'edificio. L'ispettore esortò il vescovo di Capodistria e il podestà di Pirano, Girolamo Barozzi, a iniziare il prima possibile un rinnovamento generale della chiesa, conservando però le antiche forme del duomo gotico in un piccolo modellino in legno, ancora oggi visibile nel piccolo museo della chiesa.
La costruzione della nuova chiesa ebbe inizio nel 1592 e, dopo alterne vicende, si concluse nel 1637, quando venne nuovamente consacrata. A seguito di quest'ultimo rifacimento, la chiesa ha assunto delle forme barocche che si sono conservate sino ai giorni nostri, nonostante il veloce susseguirsi di dominazioni diverse, soprattutto nel XX secolo. La chiesa è entrata a far parte del patrimonio culturale della Slovenia nel 1999 ed è stata profondamente restaurata tra il 2002 e il 2005.

## Chiesa
La facciata della chiesa, realizzata da Bonfante Torre, presenta un tipico aspetto barocco. La pianta del duomo è a semplice navata, mentre anche all'interno lo stile è prettamente barocco e la chiesa nel suo interno si presenta con un certo sfarzo; possiede sette altari ornati di opere pittoriche, fra cui spiccano due dipinti, rappresentanti La Crocifissione di Paolo Veneziano (1354), La Madonna e i Santi e la Madonna del Rosario di Giuseppe Angeli. Lo stile barocco si può poi ritrovare nel ricco soffitto a cassettoni e nelle numerose sculture lignee policrome alle pareti. L'organo settecentesco è opera del religioso dalmata padre Pietro Nacchini, costruttore anche degli organi del duomo di Pordenone e delle chiese veneziane di San Rocco e San Giovanni Elemosinario.
Nel 2009, sulla parete destra del presbiterio, è stato collocato un particolare crocefisso ligneo, ribattezzato "Crocefisso di Pirano". Il crocefisso, che si presume proveniente dalla chiesa di san Bernardino a Portorose, è attualmente datato intorno all'inizio del XIV secolo e rappresenta una testimonianza della scultura gotica istriana, fondendo peculiarità tipiche dell'area mediterranea a quella nord-europea. Dopo numerosi restauri che l'hanno portato al suo aspetto originario, dal 2009 il Crocifisso è custodito all’interno di una vetrina ermetica, costruita con materiali speciali per preservalo da ulteriori deterioramenti, precludendo l’infiltrazione di sostanze dall’esterno.

## Campanile

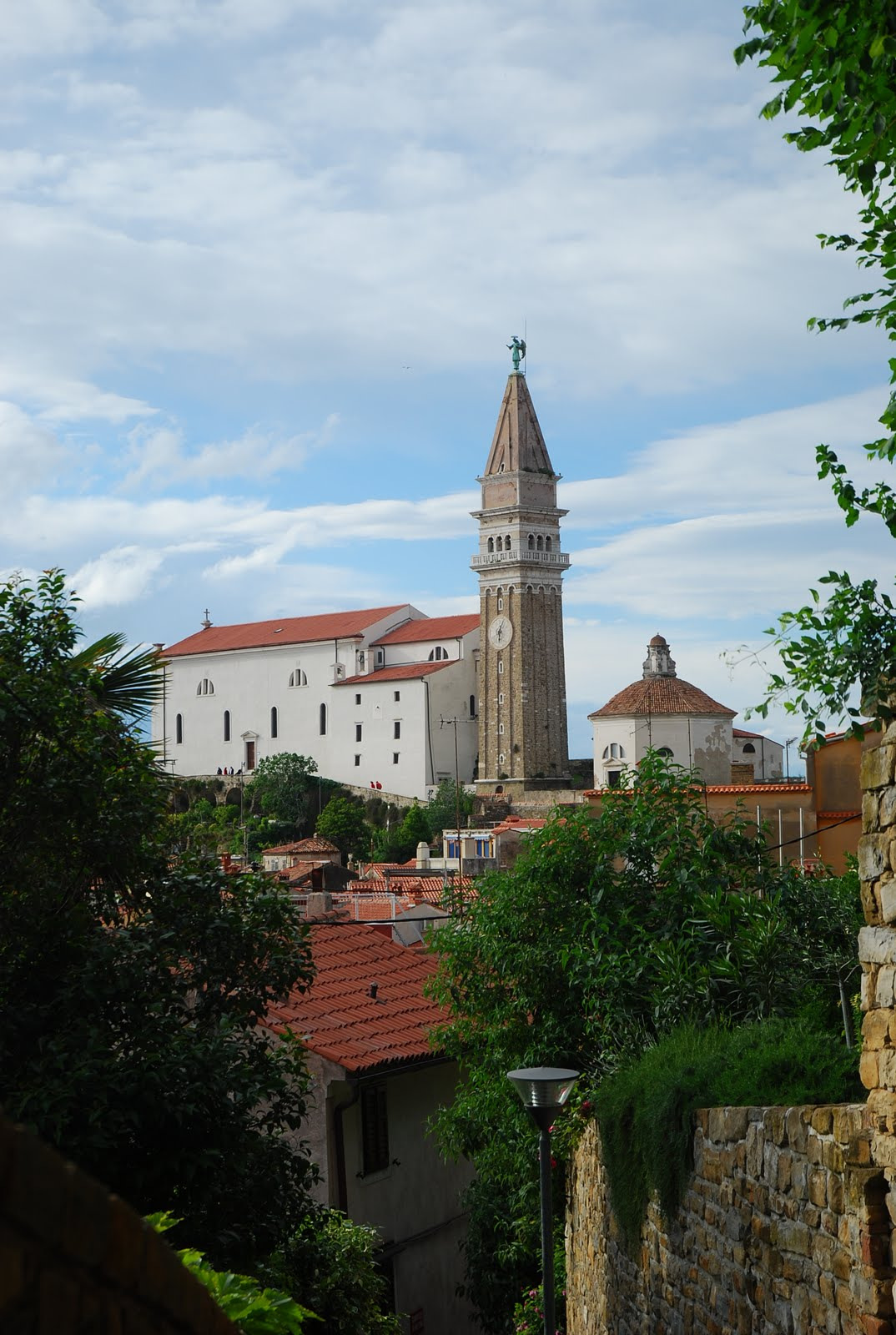
Vista del campanile e del battistero

Il campanile, costruito tra il 1608 e il 1609 a imitazione del più famoso campanile di San Marco di Venezia, è diventato il simbolo del lungo periodo in cui Pirano è stata sotto la dominazione veneziana . Sulla cima del campanile è collocata la statua dell'Arcangelo Michele, che funge da banderuola per il vento. Tra il 2013 e il 2015 il campanile è stato sottoposto ad importanti lavori di restauro, che hanno visto l'arrivo di due nuove campane, donate dalla chiesa di San Corrado a Berlino, la ricostruzione delle scale e l'esposizione lungo la torre del vecchio meccanismo di funzionamento dell'orologio. Oggi il campanile è visitabile e dalla cima si può godere di un ottimo panorama su tutto l'Alto Adriatico.

## Battistero
Il battistero dedicato a San Giovanni Battista è l'edificio più antico dell'intero complesso; la sua datazione è incerta, ma si presume risalga intorno al IX secolo, ma secondo taluni potrebbe essere stato costruito tra V e VI secolo. La costruzione inizialmente si trovava di fronte al duomo, come testimoniato sia dalla famosa Pala della Madonna con Santi ed Angeli di Carpaccio, sia da Domenico Tintoretto, nel dipinto intitolato Maria con Bambino e Venerandi di Pirano, conservato dal 1954 presso il Museo del Mare di Pirano.
L'attuale battistero, costruito tra 1637 e il 1650 dietro la chiesa, presenta all'interno un'ara sepolcrale romana del II secolo d.C. facente funzione di fonte battesimale. Si tratta del più antico reperto tuttora conservato nel complesso della chiesa.